# Теректибулак
Теректибула́к (каз. Теректібұлақ) — село у складі Курчумського району Східноказахстанської області Казахстану. Входить до складу Абайського сільського округу.
Населення — 335 осіб (2021; 652 у 2009, 910 у 1999, 1077 у 1989).
Національний склад станом на 1989 рік:
- казахи — 100 %

У радянські часи мало також назву Теректібулак.